# Дністер (поїзд №521/522)
«Дністер» —колишній нічний пасажирський потяг № 522Л/521О регіональної філії "Південно-Західна залізниця" ПАТ «Укрзалізниця» сполученням Житомир — Білгород-Дністровський.
Протяжність маршруту становила — 660 км. На даний потяг була можливість придбати електронний квиток.

## Історія
14 липня 2015 року був запущений по маршруту Одеса — Житомир і курсував щоліта.
У  2016 році був продовжений до станції Херсон.
6 червня 2017 року змінений маршрут до Білгорода-Дністровського.
З 10 грудня 2017 року потяг скасований.

## Інформація про курсування
Потяг курсував щоденно до відміни, а з 10 грудня 2017 року скасований через зниження пасажиропотоку. Але по цьому маршруту запустили потяг № 248/247 через Фастів I.
На маршруті руху зупинявся на 11 проміжних станціях: Бердичів, Козятин I, Вінниця, Жмеринка, Вапнярка, Подільськ, Роздільна I, Одеса-Головна, Аккаржа Кароліна-Бугаз, Бугаз.
Курсував в спільному обороті з потягом «Дністер» № 288/287 до станції Чернігів.
| Розклад руху потягу «Дністер» до 10 грудня 2017 року | Розклад руху потягу «Дністер» до 10 грудня 2017 року | Розклад руху потягу «Дністер» до 10 грудня 2017 року | Розклад руху потягу «Дністер» до 10 грудня 2017 року | Розклад руху потягу «Дністер» до 10 грудня 2017 року |
| Час прибуття                                         | Час відправлення                                     | Станція                                              | Час прибуття                                         | Час відправлення                                     |
| ---------------------------------------------------- | ---------------------------------------------------- | ---------------------------------------------------- | ---------------------------------------------------- | ---------------------------------------------------- |
| —                                                    | 20:42                                                | Житомир                                              | 09:45                                                | —                                                    |
| 07:52                                                | —                                                    | Білгород-Дністровський                               | —                                                    | 22:22                                                |

Потяг курсував до Козятина під 2М62, а з Козятина до Одеси з ЧС4, ЧС8, а до кінцевої під ВЛ40У, ВЛ80, бо на тій станції зміна напрямку.

## Схема потяга
В обігу перебували два склади формування вагонного депо Київ-Пасажирський з 2-ма групами на Київ №222/221 і на Чернігів №288/287. Актуальну схему на конкретну дату можна було подивитися в розділі «Оn-line резервування та придбання квитків» на офіційному вебсайті ПАТ «Укрзалізниця».
Нумерація вагонів була при відправленні з обох сторін з голови потяга.
В складі 1 купейний і 5 плацкартних.